# Anne-Marie Bertrand (femme politique)
Pour les articles homonymes, voir Anne-Marie Bertrand et Bertrand.
Anne-Marie Bertrand, née le 27 novembre 1942 à Graveson, est une femme politique française membre du parti Les Républicains. Elle a succédé à Jean-Claude Gaudin au Sénat de 2017 à 2020.

## Biographie
Élue conseillère communale à Rognonas en 1983, elle assume d’abord la responsabilité d’adjointe aux affaires sociales, puis devient maire de Rognonas de 1988 à 2001 et conseillère générale des Bouches-du-Rhône de 2001 à 2015.
Le 23 septembre 2017, elle devient sénatrice et succède Jean-Claude Gaudin, démissionnaire de son mandat,. Elle siège à la Commission des affaires économiques mais aussi à la Délégation aux droits des femmes et à l’égalité des chances et est membre du groupe les Républicains. Elle termine son mandat en 2020 et ne se représente pas
Elle parraine Laurent Wauquiez pour le congrès des Républicains de 2017, scrutin lors duquel il est élu le président du parti.